# 光害

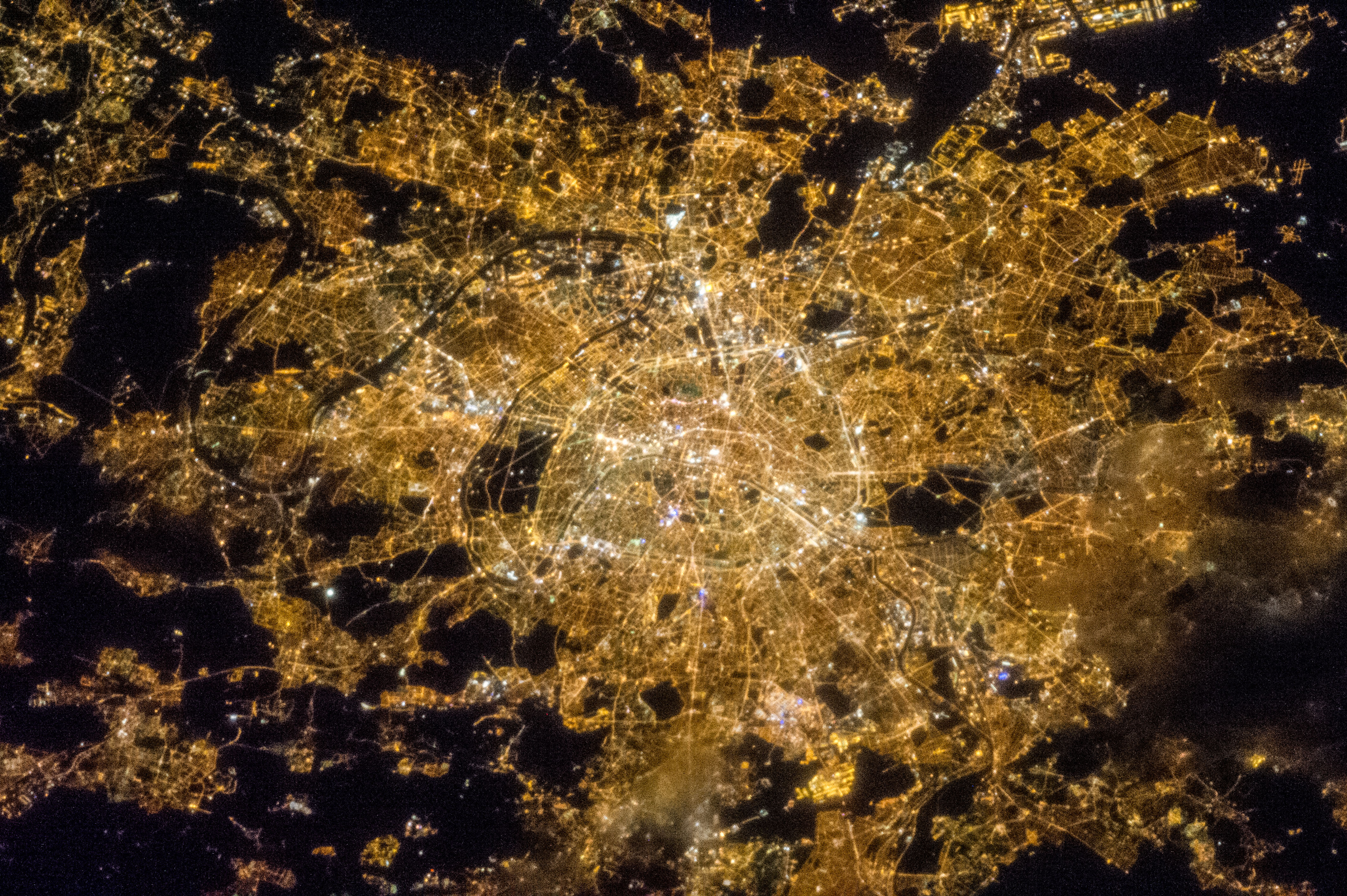
夜のパリの衛星写真

光害（ひかりがい、英: light pollution）とは、過剰または不要な光による公害のことである。
夜空が明るくなり、天体観測に障害を及ぼしたり、生態系を攪乱させたり、あるいはエネルギー資源を浪費する一因になるというように、様々な影響がある。光害は、夜間も経済活動が活発な、都市化され、人口が密集したヨーロッパ、日本などで特に深刻である。

## 概要

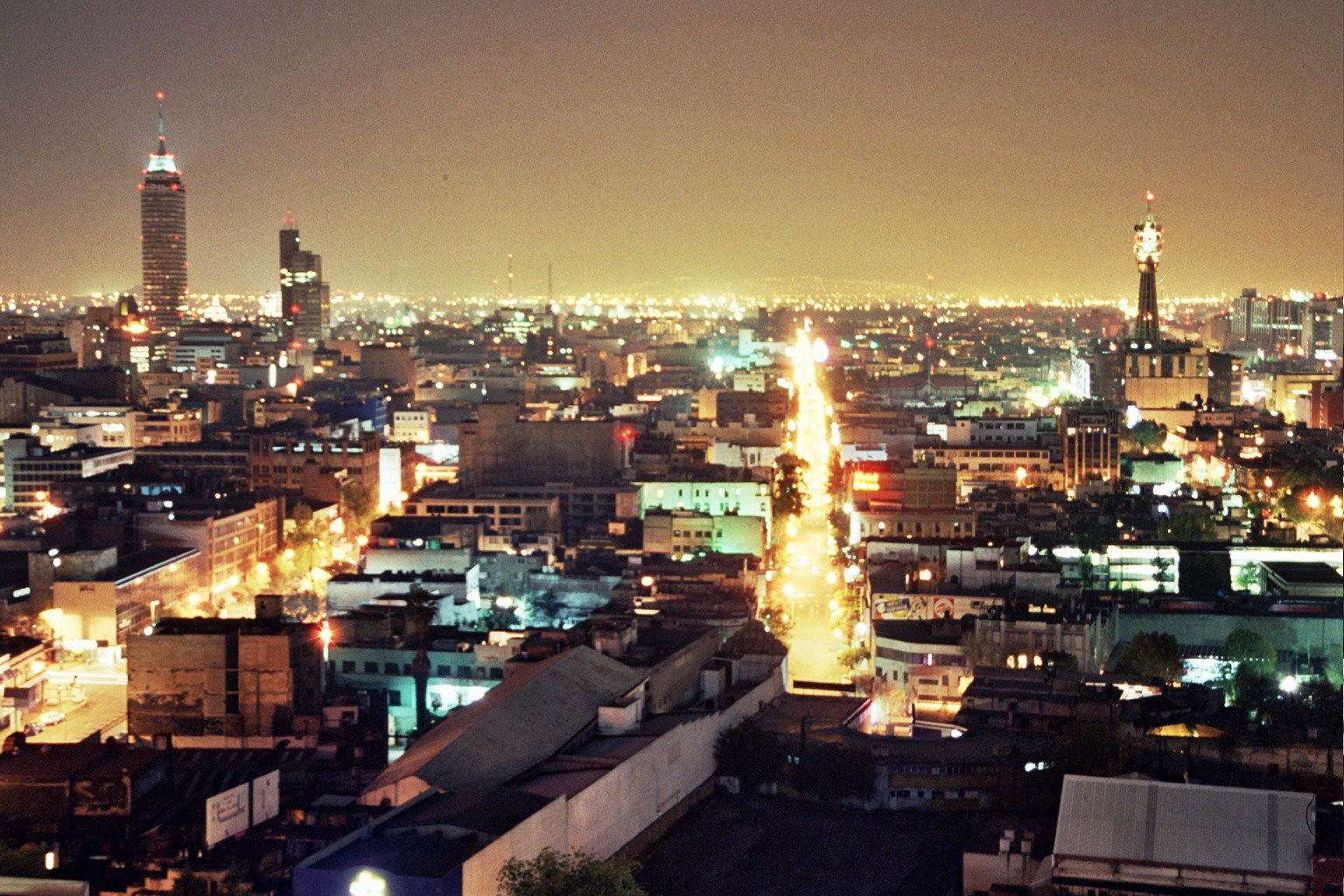
メキシコシティの夜。空が照らされ明るくなっている

世界の夜の光（2016年）。人類の3分の1が「天の川が見えない明るい夜の地域」に居住している。

日本では、1960年代後半頃に川崎市在住のアマチュア天文家川村幹夫により、「公害」の一種と捉え、敢えて同じ発音を持つ「光害（こうがい）」と命名され、この用語が広まった。最近では「公害」と発音が同じでまぎらわしいとの指摘から現在は「ひかりがい」の呼称が用いられる事が多い。
上記以外にも、昼間、ガラス張りのビルやソーラーパネルなどに太陽光が反射して生じる影響についても、日常生活や自動車の運転などに支障をきたすことなどにより、一種の光害とされる。

また、スターリンクに代表される衛星コンステレーションも天文台による観測への光害として指摘されている。

## 光害の実状
イタリアの光害科学技術研究所（Light Pollution Science and Technology Institute）のファビオ・ファルキ（Fabio Falchi）らは、光害が地球上のどの地域でどのぐらい進んでいるかについて、数万箇所の地上観測点および地球観測衛星スオミNPPからのデータにより推測し、可視化している。それによれば、世界人口の83%、日本のほぼ全人口が明るい人工光のもとで暮らしており、天の川を肉眼で視認できない人口は全世界の1/3以上、欧州の60%、北米のほぼ80%に達している。

## 光害の影響

### 天体観測への影響

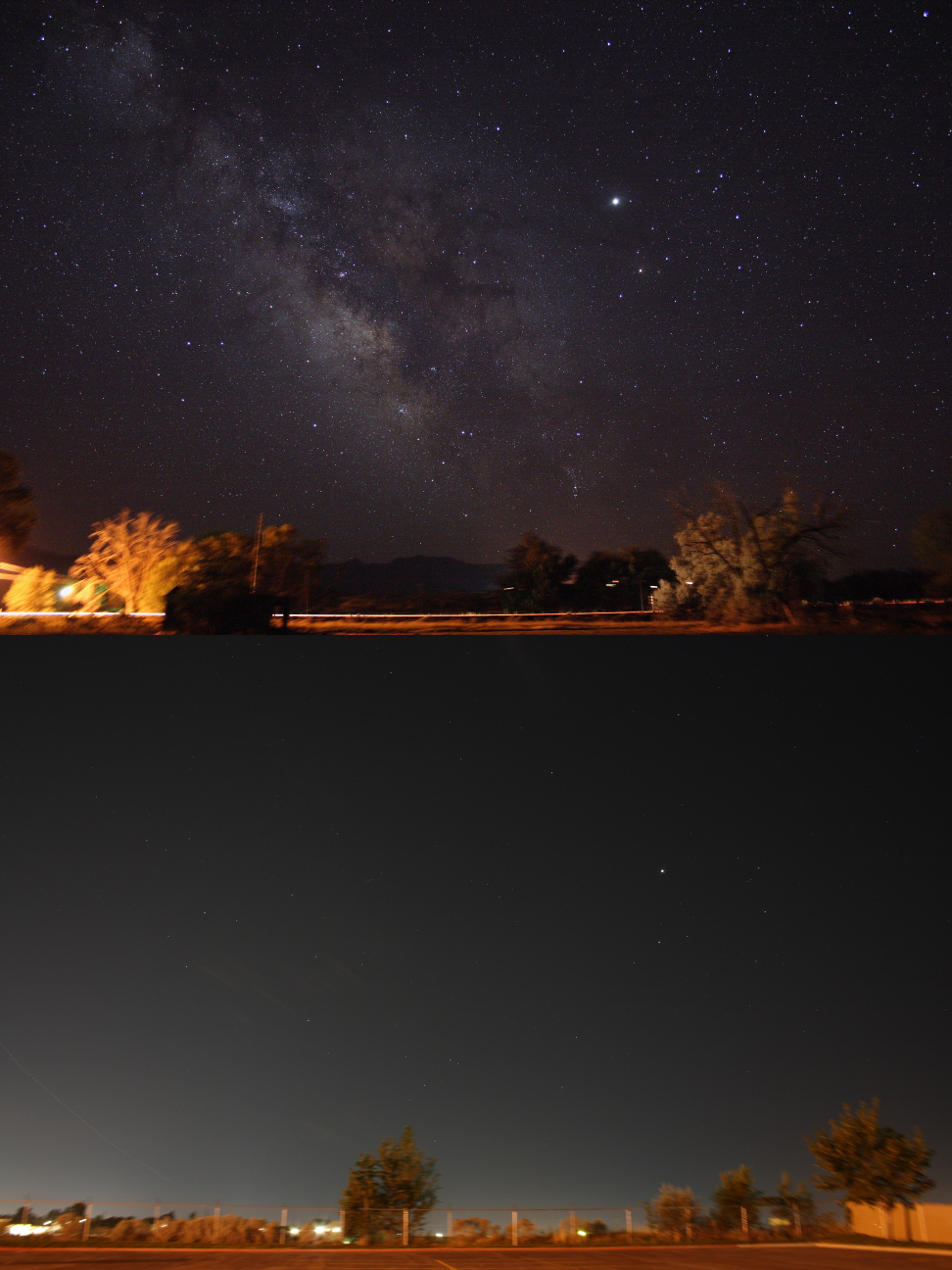
上が田舎の空、下が都市部の空。

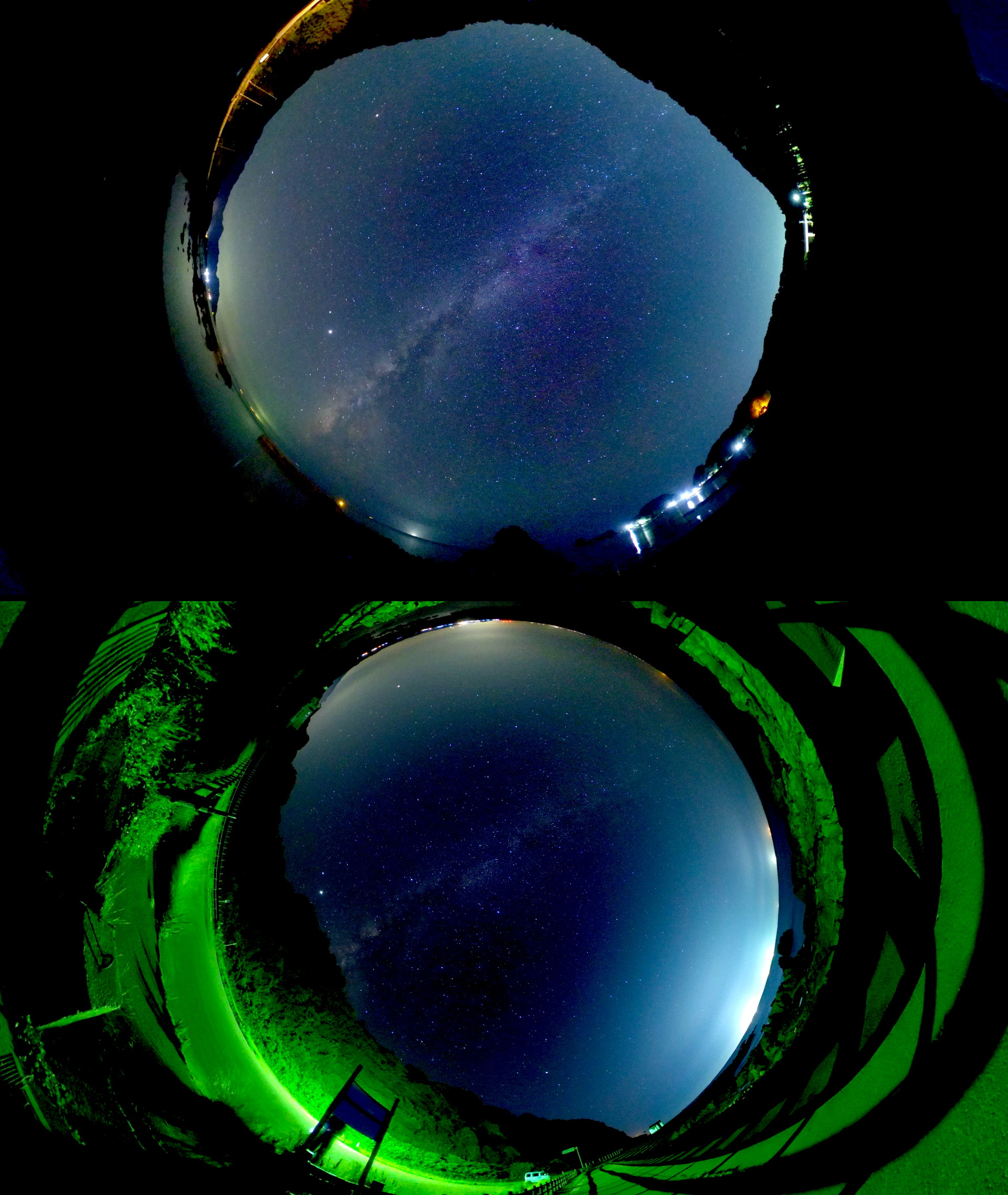
上が影響の少ない地域、下が市街地とイカ釣り漁船による照明の影響。

光害の影響として最も代表的なのは、夜空が明るくなり、星が見えにくくなってしまうことである。自然のままの状態の夜空であれば、月明かりがない時には、肉眼で数千の星や、天の川が見える。しかし、光害が進んだ地域では、天の川が全く見えないのはもちろん、肉眼で見ることのできる星も極めて限られてしまう。現在の日本では、都市部で天の川を見ることは不可能である。
人工光により夜空が明るくなると、天文台での天体観測や、アマチュア天文家の天体観望や写真撮影（撮像）などの妨げとなることが多い。観測限界等級の上昇（可視光の波長域では顕著であるが、赤外線の波長域ではほとんど問題にならない）、水銀灯などに由来する水銀輝線の混入が代表的なものである。ナトリウム灯のオレンジ色の光の影響は、光量で見れば水銀に比べて軽微であり、観望や撮像の時には無視できる。分光観測においても、ナトリウム輝線は2本のみであることと（ナトリウムそれ自身を除いて）天体観測に重要な輝線と重ならないことにより、判別・分離が容易である。このため、天文台近辺で照明が必要な場合はナトリウム灯を採用することが多い。

#### ボートルスケール
光害の影響の度合いによってボートル・スケールが定められている。

### 生態系への影響
研究者の中には、光害が人間や動物、昆虫の行動に影響を及ぼしていると考えているものもいる。ウェルズリー大学で動物プランクトンについて研究したマリアン・ムーアは、湖の周囲の光害が、魚が水面の藻を食べるのを妨げ、赤潮などの有害藻類ブルームが魚を全滅させる原因になっていると考えている。また、光害は他にも生態系に影響を及ぼしている可能性がある。例えば、夜に開花する花を受粉させる蛾の行動の変化などである。多くの鱗翅類学者や昆虫学者は、夜間の照明が、蛾の飛行能力を妨害していると考えている。鳥類にも同じ事が言えると考える学者もいる。
また、植物への影響も報告されている。明るい街灯のそばで夜間も長時間光を浴びつづける街路樹などには、紅葉の遅れなどの異常が起きることがある。これにより、植物の寿命が短くなってしまうことがある。稲にも、至近距離の明るい街灯から照らされつづけた場合、異常出穂や稔実障害が発生することが報告されている。

### エネルギー資源への影響

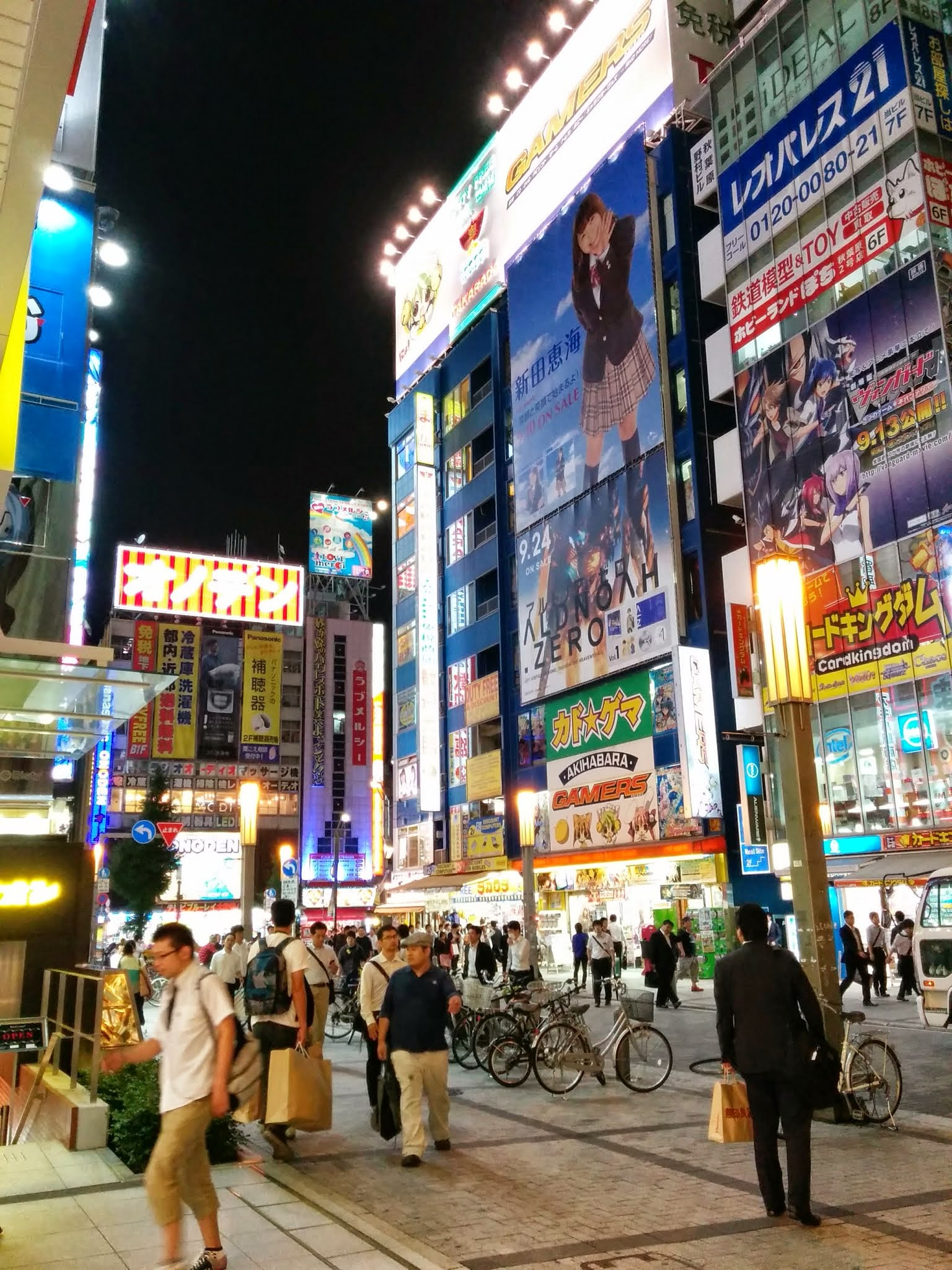
大量の光が空へ漏れることは、エネルギーの浪費である。

過剰な照明使用や、人の生活圏外である空に向けて光が漏れることは、エネルギーの浪費である。国際エネルギー機関による2006年の記者発表によれば、現状のまま不適切な照明利用が続けば2030年には照明に使われる電力は80％増加するが、適切な照明利用が行われば2030年でも現在と同等の消費電力に抑えることができるという。

### その他の影響
街灯の過剰な明かりは歩行者や車の運転者に危険を及ぼすこともある。夜、街灯の光源から届く眩しい光（グレアと呼ばれる）が目に入ると、目がくらんで、暗いものまで見えるように開いていた瞳孔が収縮してしまい、影になった暗い部分が見えなくなってしまい危険である。また、防犯のために家庭に取り付ける明かりも、設置の方法が不適切な場合、照明で照らされた明るい場所のみが見えて、その影に侵入者が隠れていると逆に侵入者が見えなくなり、防犯灯としての正しい効果が得られなくなる場合がある、というテスト結果もある。理屈としては、夜間に自動車を運転している際に、自車のライトで照らすことで歩行者の顔は視認できるが、対向車に乗っている人の顔は（たとえハイビームにしても）全く見ることができないのと同じである。これと同様の理由から、道路を横断している歩行者を、歩行者の向こう側にある強力な光源＝対向車のライトが逆光になる事によって全く視認できなくなり（蒸発現象）、車ではねてしまうという事故例がよく知られるが、これがグレアによる危険の典型例である。もちろん不適切な構造の街灯などでも同じ危険が生じるので、順次対策品と入れ替える動きが広まってきている。

## 光害の原因

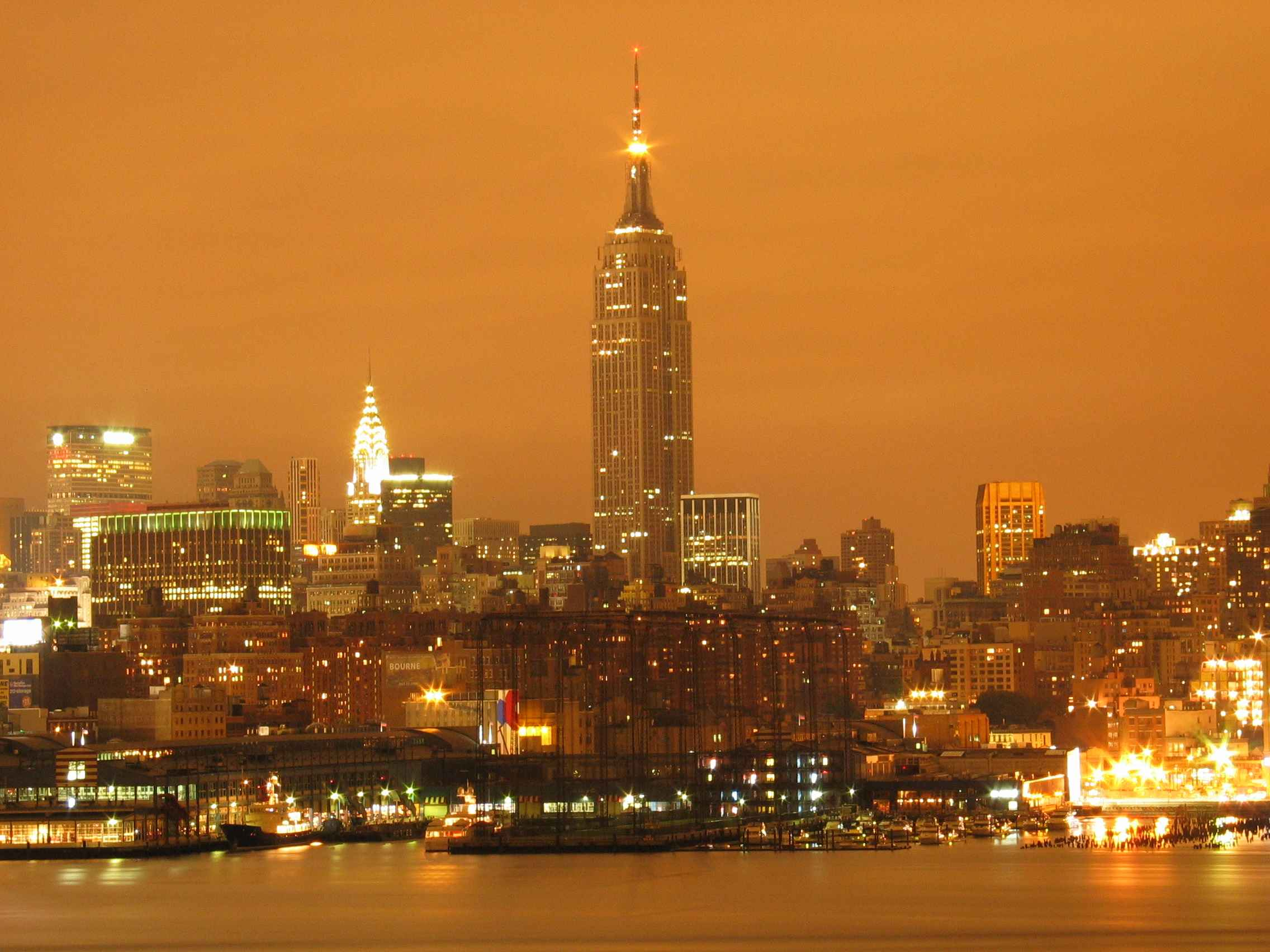
ニューヨークの夜景。雲がオレンジ色に染まる

光害の原因となる光は、家庭や会社、工場、街灯、スポーツ場の照明、パチンコ店のライト、各施設のライトアップやイルミネーションなど、様々なところから出されている。
光害の主な原因のひとつとして、不適切な形態の街灯が挙げられる。例えば、光源の周りをただのガラス球などで覆ったような街灯は、光があらゆる方向に発されるが、上の方への光は全く無駄になってしまう。また、横方向の光は、グレアとして、運転者などの目をくらませる原因となる。このような不適切な街灯の使用により、日本で1年間に無駄にされるエネルギーは、電気代に換算して少なくとも2000億円相当になるという試算もある。
日本では、イカ釣り漁船の漁火によって、海までもが非常に明るいときがある。漁火の光は、船の消費燃料の約半分という莫大なエネルギーを使って点灯されているが、上空にそのまま逃げたり、船の甲板や海面で反射されたり、吸収されたりして、大半が無駄になっている。海岸地域では、光害の原因の一つとなっている。
また、道路脇などによく夜間明るい光を放っている自動販売機が設置されており、これも光害の原因の一部となる。
また、アニメ歌手、声優、アイドルのコンサートなどで、改造されたペンライトを持参する一部のファンがライブ中に必要以上にペンライトを振り回す、サイリウムを頭より上に上げてグルグルと回し続けるといった迷惑行為を行う例も光害と言われている。
また、2023年には、サンフランシスコのツイッター本社にある、巨大な「X」看板がストロボのように点滅することから、周辺の市民から苦情が出たが、これも光害の一つと言える。

## 光害への対策
他の公害と同様で、光害を防ぐのは非常に難しい。明かりを消せば、暗い空がすぐに戻ってくる。しかし実際には、光害は社会の工業化および治安対策と深く関わっている。
街灯は、上部に反射材を伴う覆いを付けるなどして、不必要な方向への漏れ光を防ぐとともに、それらを適切に反射し、必要な方向だけに効率よく光が当たるようにした街灯への切り替えが求められる。また、使用光源に関しても、水銀灯に代表されるエネルギー効率の悪い光源の使用を避け、効率の良い光源の利用の促進が求められる。しかし、まだまだそのような対策が全くなされていない照明も多い。
光害は、屋外での不要な照明を消すなどしても防ぐことができる。例えば、スポーツ場などの照明を、人が中にいるときにだけつけるなどの対策をとれば、その分光害を防ぐとともにエネルギーを節約できることになる。また、より暗い照明を使うことで、グレアを軽減させることができる。

### アメリカ

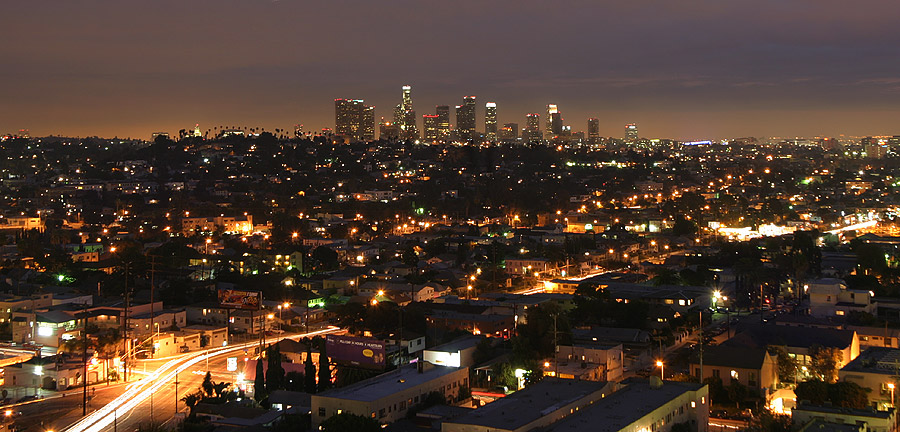
大量の光を使用する現代の大都市

アメリカでは、主な天文台の周囲に、直径数十kmの、光の放射が厳しく制限されている地域が設けられていることがある。1980年には、カリフォルニア州のサンノゼで、近くにあるリック天文台への影響を防ぐために、全ての街灯が低圧ナトリウムランプに取り替えられた。アリゾナ州ツーソン市では条例により市内全域に光源規制を行っている。特に、キットピーク国立天文台(Kitt Peak National Observatory)の半径35マイル及びマウントホプキンス天文台(Mount Hopkins Observatory)の半径25マイルについては屋外照明として石英灯(quartz lamp)、メタルハライドランプを使用禁止としているほか、その他の光源についても完全遮光、あるいは上方光束の遮光を求めている。似たような事業がハワイ州などでも行われている。

### 日本
日本でも、1988年から、光害と大気汚染問題に関心を持ってもらおうと、全国の一般市民に参加を募り全国星空継続観察が開始された。また、1998年3月30日には、環境庁（現環境省）により、「光害対策ガイドライン」が策定された。全国各地の自治体でも、パチンコ店などから発せられる無駄なサーチライトを禁止する条例が制定されている。岡山県美星町（現井原市）で、1989年11月22日に、美しい星空を守るための「光害防止条例」が制定されたのをはじめ、岡山県、佐賀県、熊本県では県としてサーチライト禁止条例を制定している。また、群馬県では群馬県立ぐんま天文台の設置を機に「星空憲章」を制定し、群馬県高山村では「高山村の美しい星空を守る光環境条例」を1998年3月20日に制定している。
また、国内では初めての星空保護区として、2018年3月30日に八重山諸島「西表石垣国立公園」が、IDA国際ダークスカイ協会米国本部より星空保護区国際認定地「ダークスカイ・パーク」として登録認定された。2020年12月1日には神津島村が「ダークスカイパーク」に登録認定された。2021年11月1日には岡山県井原市美星町が「ダークスカイコミュニティ」に登録認定された。
漁火の問題への対策としては、青色発光ダイオードを用いた集魚灯が試験中である。従来のメタルハライド灯を用いる集魚灯と比較して消費電力は1/50～1/100程度で、指向性が高いために必要外の方向への漏れ光も少なく、機器の寿命も長い。現段階では必ずしも従来のメタルハライド灯と同等の漁獲を得られるわけではないといった問題点もあるが、実用化されればイカ漁業者の経費の大幅削減、イカ漁船による二酸化炭素排出量の大幅削減、周辺地域の星空の改善といった効果が期待されている。